# Himalia (Mond)
Himalia (auch Jupiter VI) ist der größte der äußeren oder irregulären Monde des Planeten Jupiter.

## Entdeckung
Himalia wurde am 3. Dezember 1904 von dem Astronomen Charles Dillon Perrine am Lick-Observatorium (San José, Kalifornien) entdeckt.
Benannt wurde der Mond nach der Nymphe Himalia, einer Geliebten des Zeus aus der griechischen Mythologie. Der offizielle Name wurde erst 1975 vergeben, vorher wurde Himalia als Jupitermond VI bezeichnet.

## Bahndaten
Himalia umkreist Jupiter in einem mittleren Abstand von 11.460.000 km in 250,56 Tagen. Die Bahn weist eine Exzentrizität von etwa 0,16 auf und ist mit 27,5° gegenüber der lokalen Laplace-Ebene, die ungefähr mit der Bahnebene des Jupiter zusammenfällt, geneigt.
Himalia ist die Namensgeberin und zugleich das größte Mitglied einer Gruppe von Monden, die sich auf ähnlichen Bahnen um Jupiter bewegen. Zur Himalia-Gruppe gehören die Monde Leda, Himalia, Lysithea und Elara.

## Physikalische Daten

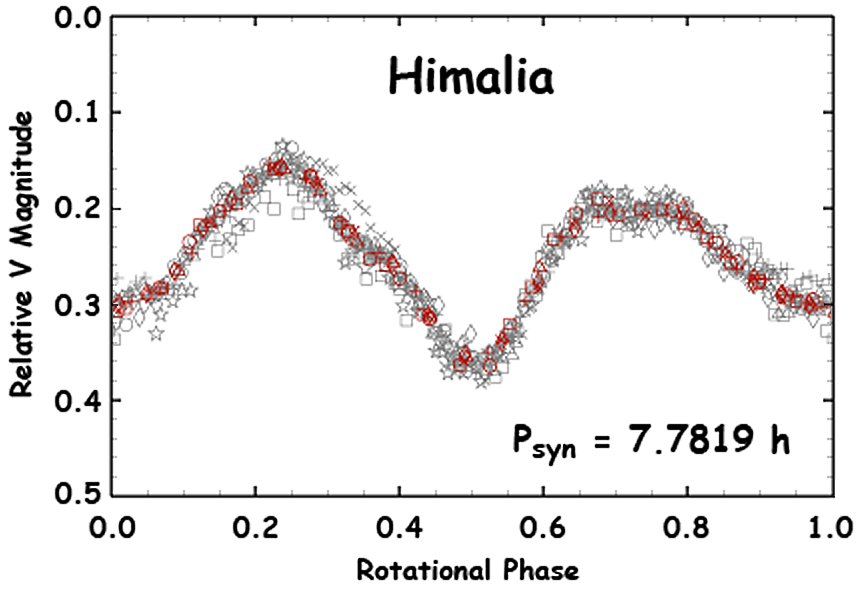
Rotationslichtkurve von Himalia aus erdgebundenen Beobachtungen zwischen August und Oktober 2010.

Erdgestützte Beobachtungen errechneten einen mittleren Durchmesser von 170 km für Himalia. Ihre Dichte ist mit 2,6 g/cm³ relativ hoch, was darauf hinweist, dass sie überwiegend aus silikatischem Gestein aufgebaut ist. Sie weist eine sehr dunkle Oberfläche mit einer Albedo von 0,03 bis 0,06 auf. Die graue Farbe deutet darauf hin, dass Himalia möglicherweise ein eingefangener C-Type-Asteroid ist.
Am 19. Dezember 2000 sandte die Raumsonde Cassini Aufnahmen Himalias zur Erde, als sie Jupiter auf ihrem Weg zum Saturn passierte. Da diese aus großer Entfernung von 4,4 Millionen Kilometer gemacht wurden, sind keine Einzelheiten auf ihrer Oberfläche erkennbar. Himalia ist auf den Bildern als 4 bis 6 Pixel großes Objekt zu sehen, was in etwa 27 km pro Pixel entspricht. Aus Sonneneinstrahlwinkel, Form und leichten Divergenzen zwischen den Aufnahmen, die über einen Zeitraum von 4,5 Stunden entstanden, schließen Forscher des Deutschen Zentrums für Luft- und Raumfahrt, dass Himalia ein unregelmäßiger Körper mit ca. 150 km Durchmesser in der einen Achse und 120 km in der anderen Achse ist.
In 7 Stunden 46 Minuten und 55±2 Sekunden rotiert sie um die eigene Achse.